# Баундари (округ)
Ба́ундари (англ. Boundary) — округ в штате Айдахо. Окружным центром, а также крупнейшим городом является Боннерс-Ферри.

## История
Округ Баундари был основан 23 января 1915 года. Своё название (англ. boundary — граница) он получил благодаря своему расположению: округ граничит со штатом Вашингтон на западе, штатом Монтана на востоке и с Канадой на севере.

## Население
По состоянию на 2008 год население округа составляло 10 962 человек. Округ находится на 27-м месте в штате по населению. Рост населения с 2003 года составил 7,77 %. Ниже приводится динамика численности населения округа.

## География
Баундари является самым северным округом штата Айдахо. Площадь округа составляет 3 311 км², из которых 24 км² (0,74 %) занято водой.
|                           |          | Центральный Кутенай (регион) (Британская Колумбия, Канада) |
| Панд-Орей (шт. Вашингтон) | север    | Линкольн (шт. Монтана)                                     |
| Панд-Орей (шт. Вашингтон) | Баундари | Линкольн (шт. Монтана)                                     |
| Панд-Орей (шт. Вашингтон) | юг       | Линкольн (шт. Монтана)                                     |
|                           | Боннер   |                                                            |

### Дороги
- — US 2
- — US 95
- — SH-1

### Города округа
- Мойи-Спрингс
- Боннерс Ферри

## Достопримечательности и охраняемые природные зоны
- Национальный лес Каниксу (часть)
- Национальный лес Кутеней (часть)
- Национальный заповедник Кутеней